# Утакмице фудбалске репрезентације Мађарске 1978.
Фудбалска репрезентација Мађарске је током 1978. године одиграла девет званичних утакмица. Репрезентација је годину започела са победом на домаћем терену против репрезентације Чехославачке, од 2 : 1. Пре одласка на Светско првенство, Мађарска репрезентација је одиграла једну припремну утакмицу, и то против репрезентације Енглеске на Вемблију где је претрпела пораз од 4 : 1.
У Аргентини је најтежа група чекала селекцију Мађарске, осим домаћина, били смо у групи са Италијом и Француском. Иако је поготком  Кароља Чапоа Мађарска повела у 10. минуту, потоњи светски шампион Аргентина је победила у првом мечу са 2 : 1. На тој утакмици Теречик и Њилаши су зарадили црвене картоне и обојица су била искључена. После тога, распаднути мађарски тим није био достојан противник ни за друга два тима из групе.
Лајош Бароти је поднео оставку после Светског првенства. Репрезентацију је водио у два периода, од 1957. до 1966. и од 1975. до 1978. године, на укупно 117 мечева, уз 62 победе, 27 ремија и 28 пораза.
Савезни селектори националног тима у овом периоду су били:
- Лајош Бароти (527 — 531.)
- Ференц Ковач (532 — 535.)[note 1]

## Утакмице
| Мађарска                       | 2 : 1 (2 : 0) | Чехословачка |
| ------------------------------ | ------------- | ------------ |
| И. Блиски 5’ (аг) · Њилаши 28’ | Извештај      | 65’ К. Крупа |

| Енглеска                                                       | 4 : 1 (2 : 0) | Мађарска   |
| -------------------------------------------------------------- | ------------- | ---------- |
| П. Барнс 11’ · Ф. Нил 34’ (пен) · Т. Френсис 38’ · Т. кери 73’ | Извештај      | 62’ Л. Нађ |

| Аргентина                             | 2 : 1 (1 : 1)                    | Мађарска |
| ------------------------------------- | -------------------------------- | -------- |
| Луке 14’ · Бертони 83’ · Пасарела 38’ | Извештај на ФИФА Извештај на МФС | 52’ Чапо |

| Италија                                  | 3 : 1 (2 : 0) | Мађарска |
| ---------------------------------------- | ------------- | -------- |
| Роси 35’ · Р. Бетега 37’ · Р. Бенети 60’ | Извештај      | 52’ Чапо |

| Француска                                | 3 : 1 (3 : 1) | Мађарска    |
| ---------------------------------------- | ------------- | ----------- |
| К. Лопез 22’ · М. Бердо 37’ · Рошето 42’ | Извештај      | 41’ Зомбори |

| Финска                                     | 2 : 1 (1 : 0) | Мађарска  |
| ------------------------------------------ | ------------- | --------- |
| А. Исмаил 30’ · М. Бердо 37’ · С. Пуке 53’ | Извештај      | 74’ Тибер |

| Мађарска                 | 2 : 0 (1 : 0) | Совјетски Савез |
| ------------------------ | ------------- | --------------- |
| Варади 26’ · Соколаи 69’ | Извештај      |                 |

| Грчка                                                 | 4 : 1 (0 : 0) | Мађарска   |
| ----------------------------------------------------- | ------------- | ---------- |
| М. Галакос 59’ 66’ · Х. Артизоглу 72’ · Т. Маврос 89’ | Извештај      | 91’ Варади |

| Западна Немачка | 0 : 0    | Мађарска |
| --------------- | -------- | -------- |
|                 | Извештај |          |

## Голгетери у 1978.
| Домаћин | Гост |

| - Гујдар (бр1), Теречик (бр9) - Тибор Њилаши - Ласло Соколаи - 4. Тот, 3. Кочиш 6. Тереки |

## Извори и спољашње везе
- Dénes Tamás-Rochy Zoltán. A 700. után. Rochy és Társa. ISBN 963-04-7169-8.
- Све утакмице репрезентације Мађарске
- Репрезентација Мађарске на фудбалској бази података
- Утакмице репрезентације Мађарске (1978)